# ジ・ウィンガー
ジ・ウィンガー（1973年5月5日 - ）は、日本の覆面レスラー。本名：岡野 隆史（おかの たかし）。

## 来歴
1992年8月2日、W★INGプロモーション船橋オートレース場駐車場特設会場大会で覆面レスラー「ジ・ウィンガー」としてジ・アイスマンとタッグを組んでW★ING認定世界タッグ王者のザ・ヘッドハンターズ（ヘッドハンターA&ヘッドハンターB）とのタイトルマッチでデビュー。また、試合開始前に自身の本名を明かしている。
1994年4月8日、W★INGプロモーションが崩壊後、I.W.A.JAPANに入団。6月18日、西武球場駐車場特設会場大会で金村ゆきひろとのカベジェラ・コントラ・マスカラ（スクランブルハングハウスバーブドワイヤーデスマッチ）に敗れてマスクを脱いだ。6月19日、原町市体育館大会から素顔の岡野隆史として活動。
1996年8月、I.W.A.JAPANを退団。
1997年、大日本プロレスに入団。11月27日、五所川原市民体育館大会から覆面レスラー「シャドウ・ウィンガー」として活動。
1998年12月、再びジ・ウィンガーとして活動。
2003年、大日本プロレスを退団。その後、フリーとして大日本プロレスに参戦。
2006年、アパッチプロレス軍に入団。
2009年6月26日、アパッチプロレス軍が活動休止。7月27日、プロレスリングFREEDOMSに入団。
2012年11月23日、新木場1stRingで「ジ・ウィンガーレスラー生活20周年記念興行 自由人バンザイ」を開催。
2016年11月17日、後楽園ホールで「ジ・ウィンガープロレスデビュー25周年記念大会」を開催。
2017年5月24日、首の怪我で欠場中のウィンガー本人と半年間音信不通状態が続き3月の契約更改から2ヶ月以上が経過しても連絡が取れないためプロレスリングFREEDOMSを退団とすることを発表。

## 得意技
オキャノンボム
ブルーサンダーと同型。

## タイトル歴
- WWAインターナショナル・ライトヘビー級王座
- BJW認定タッグ王座
- BJW認定ジュニアヘビー級王座
- WEWタッグ王座
- WEWハードコアタッグ王座
- レッスルブレインヘビー級王座
- KING of FREEDOM WORLD TAG王座
- UWA世界ジュニアヘビー級王座
- アメリカスヘビー級王座
- ラテンアメリカ王座

## 入場曲
- 初代 : W★INGER（BLOODS） ※「W★INGテーマ曲集」に収録
- 2代目 : ホテル・カリフォルニア（ジプシー・キングス）

## エピソード
マスクは特定のデザインがなく試合ごとにデザインを変えたものを使用していた。ただし、試合中にマスクを脱ぐことが稀にあり、その際には過去素顔でリングに上がっていたころの名前でファンにコールされていた。